# Baeckea gunniana
Baeckea gunniana är en myrtenväxtart som beskrevs av Johannes Conrad Schauer och Wilhelm Gerhard Walpers. Baeckea gunniana ingår i släktet Baeckea och familjen myrtenväxter. Inga underarter finns listade i Catalogue of Life.